# Csörnyeföld
Csörnyeföld is een plaats (község) en gemeente in het Hongaarse comitaat Zala. Csörnyeföld telt 483 inwoners (2001).